# آرش مظفری
آرش مظفری (زادهٔ ۱۳۵۰ در تهران) معمار ایرانی است. مظفری دانش‌آموختهٔ مقطع کارشناسی ارشد رشتهٔ معماری از دانشگاه آزاد اسلامی و برندهٔ سیزدهمین دورهٔ جایزهٔ معمار در بخش بازسازی است. او همچنین عضو هیئت داوران دهمین دورهٔ جایزه معماری داخلی ایران، چهاردهمین دورهٔ جایزهٔ معمار و دومین مسابقهٔ پیشنهادی برای تهران بوده است.

## فعالیت حرفه‌ای
آرش مظفری در بدو فعالیت حرفه ای خود در سال ۱۳۷۷ با پروژه ساختمان نیپکو در دوره اول جایزه معمار در میان پروژه‌های دفاتر باسابقه و حرفه ای آن دوره، فینالیست جایزهٔ آقاخان شد. در سال ۲۰۰۵ «شاخه تجربی معماری [کلانشهر]» را بنیان نهاد و دو سال بعد شعبه‌ای از این شرکت را در تورنتوی کانادا تأسیس کرد. این شعبه، مستقل از شاخهٔ کلانشهر، بر مطالعهٔ رابطهٔ حوزه‌هایی همچون علوم اجتماعی و فرهنگ با معماری متمرکز است. از شاخصترین آثار دفتر معماری کلانشهر می‌توان به ساختمان‌های پردیس تئاتر تهران، باغ موزه قصر، مرکز ورزشی و فرهنگی جانبازان و معلولان و ساختمان مسکونی در کاشانک اشاره کرد.
او همچنین عضو هیئت داوران دهمین دورهٔ جایزه معماری داخلی ایران، چهاردهمین دورهٔ جایزهٔ معمار و دومین مسابقهٔ پیشنهادی برای تهران بوده است.

## نمایشگاه‌ها
در سال ۲۰۱۶ به دعوت بنیاد گلوبال آرت افیرز در نمایشگاه «حضور فضا-زمان» در پانزدهمین دوسالانهٔ معماری ونیز شرکت کرد. همچنین اثری از او در نمایشگاهِ گروهیِ «فردیت انبوه:فرمی از کثرت» در کنار آثاری از هنرمندانی چون سیا ارمجانی، آویش خبره‌زاده و نیوشا توکلیان در گالری آب‌انبار به نمایش درآمد.

## جوایز
| سال  | عنوان پروژه                   | جایزه                     | نتیجه                  | منبع          |
| ---- | ----------------------------- | ------------------------- | ---------------------- | ------------- |
| ۱۳۸۰ | کارخانه نیپکو                 | اولین دورهٔ جایزهٔ معمار    | رتبه سوم               | [ ۱۲ ] [ ۱۳ ] |
| ۲۰۱۷ | کارخانه نیپکو                 | جایزهٔ معماری آقاخان       | حضور در فهرست کوتاه    | [ en ۴ ]      |
| ۱۳۸۴ | استخر سرپوشیده و سالن بدنسازی | پنجمین دورهٔ جایزهٔ معمار   | رتبهٔ پنجم مشترک        | [ ۱۴ ]        |
| ۱۳۹۰ | مجموعه مسکونی نیاوران، کاشانک | یازدهمین دورهٔ جایزهٔ معمار | رتبهٔ دوم (بخش مسکونی)  | [ ۱۵ ]        |
| ۱۳۹۲ | باغ موزه قصر                  | سیزدهمین دورهٔ جایزهٔ معمار | رتبهٔ اول (بخش بازسازی) | [ ۱۶ ]        |

## واژه‌نامه
1. ↑  GlobalArt Affairs
2. ↑  Time-Space Existence
3. ↑  Mass Individualism: A Form Of Multitude